# Nicolas Le Goff
Pour les articles homonymes, voir Le Goff.
Nicolas Le Goff est un joueur français de volley-ball né le 15 février 1992 à Paris. Il mesure 2,07 m et joue central. Il totalise 224 sélections en équipe de France..

## Biographie
Il a commencé la natation avant de se tourner vers le volley-ball.

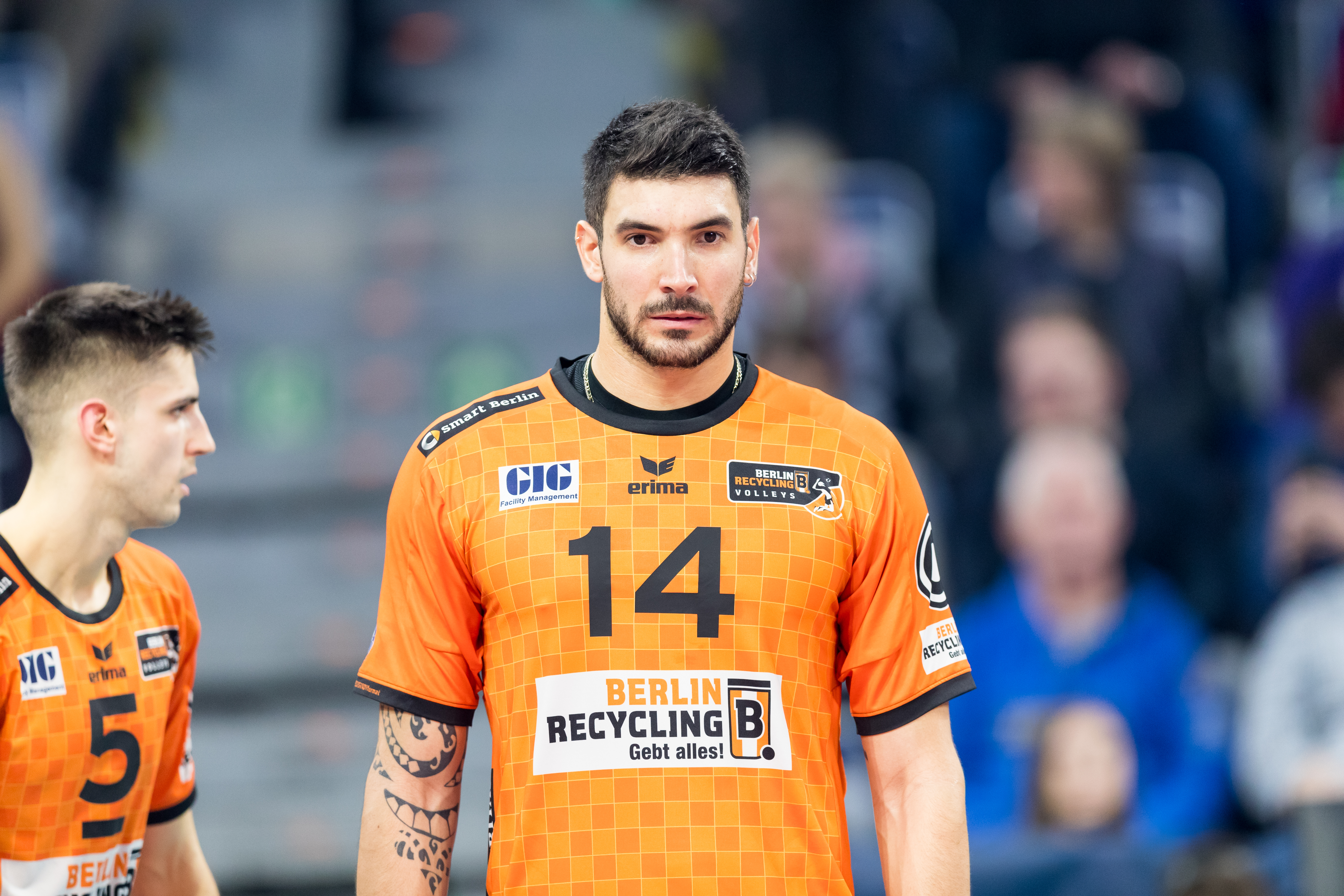
Sous les couleurs du SCC Berlin en février 2020.

En avril 2020, il s'engage avec le club de Montpellier UC, dans l'élite du championnat français, la Ligue A. Nicolas Le Goff remporte la phase régulière 2020-2021, une première pour le club depuis la mise en place des play-off en 1996, et est élu meilleur joueur de cette saison régulière. Les Héraultais sont éliminés en demi-finale.

## Palmarès

### En sélection nationale
| Mondial | Continental                                    | Jeune                                              |
| --- | ---------------------------------------------- | -------------------------------------------------- |
| - Jeux olympiques (2) - Champion : 2020, 2024 - Ligue mondiale (2) - Vainqueur : 2015, 2017, 2022 - Troisième : 2016. - Ligue des nations - Finaliste : 2018. - Mémorial Hubert Jerzy Wagner (en) - Finaliste : 2017. - Troisième : 2015, 2018. | - Championnat d'Europe (1) - Vainqueur : 2015. | - Championnat d'Europe U19 (1) - Vainqueur : 2009. |

### En club
| Union européenne                          | Allemagne |
| ----------------------------------------- | --- |
| - Coupe de la CEV (1) - Vainqueur : 2016. | - Championnat d'Allemagne (2) - Vainqueur : 2016, 2019. - Coupe d'Allemagne (2) - Vainqueur : 2016, 2020. - Supercoupe d'Allemagne (1) - Vainqueur : 2019. - Finaliste : 2015, 2018. |

### Distinctions individuelles
- 2020 : TQO européen (Berlin, Allemagne) — Meilleur central
- 2021 : Championnat de France (Ligue A) — MVP[5]

## Décorations
- Chevalier de la Légion d'honneur (2021)[6], remise par Denis Masseglia, ancien président du Comité national olympique et sportif français à Montpellier le 5 juin 2023[7]
- Officier de l'ordre national du Mérite (2024)[8]